# Berisina saltusans
Berisina saltusans är en tvåvingeart som först beskrevs av Miller 1917.  Berisina saltusans ingår i släktet Berisina och familjen vapenflugor. Inga underarter finns listade i Catalogue of Life.